# Salix longiflora
Salix longiflora là một loài thực vật có hoa trong họ Liễu. Loài này được Wall. ex Andersson miêu tả khoa học đầu tiên năm 1860.